# 魯豐薩縣
15°04′S 29°40′E / 15.067°S 29.667°E
魯豐薩縣（英語：Rufunsa District），是贊比亞的縣份，位於該國中南部，由盧薩卡省負責管轄，距離首都盧薩卡以東140公里，受熱帶乾濕季氣候影響，每年平均降雨量913毫米。